# Bruunellia bandae
Bruunellia bandae är en djurart som tillhör fylumet skedmaskar, och som beskrevs av Zenkevitch, L.A. 1966. Bruunellia bandae ingår i släktet Bruunellia och familjen Bonelliidae. Inga underarter finns listade i Catalogue of Life.